# 安達潤
安達 潤（あだち じゅん、1960-）は、日本の教育心理学者。北海道教育大学旭川校教授。
北海道教育大学での担当講義は、特別支援教育アセスメント、発達障害の心理・生理・病理、自閉症スペクトラム特論Ⅰ、特別支援教育アセスメント演習Ⅰである 。発達障害、高機能自閉症、広汎性発達障害の子どもの学習支援や地域支援に取り組んでいる。

## 略歴・人物
1960年生まれ、北海道大学大学院教育学研究科 博士後期課程 単位取得退学。

## 研究
- 所属学会は、日本小児精神神経学会（2009～評議員）、日本教育心理学会、日本特殊教育学会など。

## 特別支援教育
- 研究テーマは、「自閉症を中心とする発達障害児の教育的及び療育的支援法の研究」である。

## 著書
- 『PARS（広汎性発達障害日本自閉症協会評定尺度）』スペクトラム出版社、市川宏伸、井上雅彦、内山登紀夫、神尾陽子、栗田広、杉山登志郎、辻井正次、行廣隆次　共著、2008年。
- 『発達障害の臨床的理解と支援３　学齢期の理解と支援』金子書房、廣瀬由美子、長谷川清、平川俊功、八並光俊、青山眞二、上野樹、白府士孝、木谷秀勝、柏木理江、品川裕香、井上雅彦、笠野園栄、伊丹英徳、斉藤真善、萩原拓　共著、2009年。
- 『ソーシャルストーリーによる自閉症スペクトラム支援』東京大学出版会、共著、2010年。